# St. Martin (Pfronten)

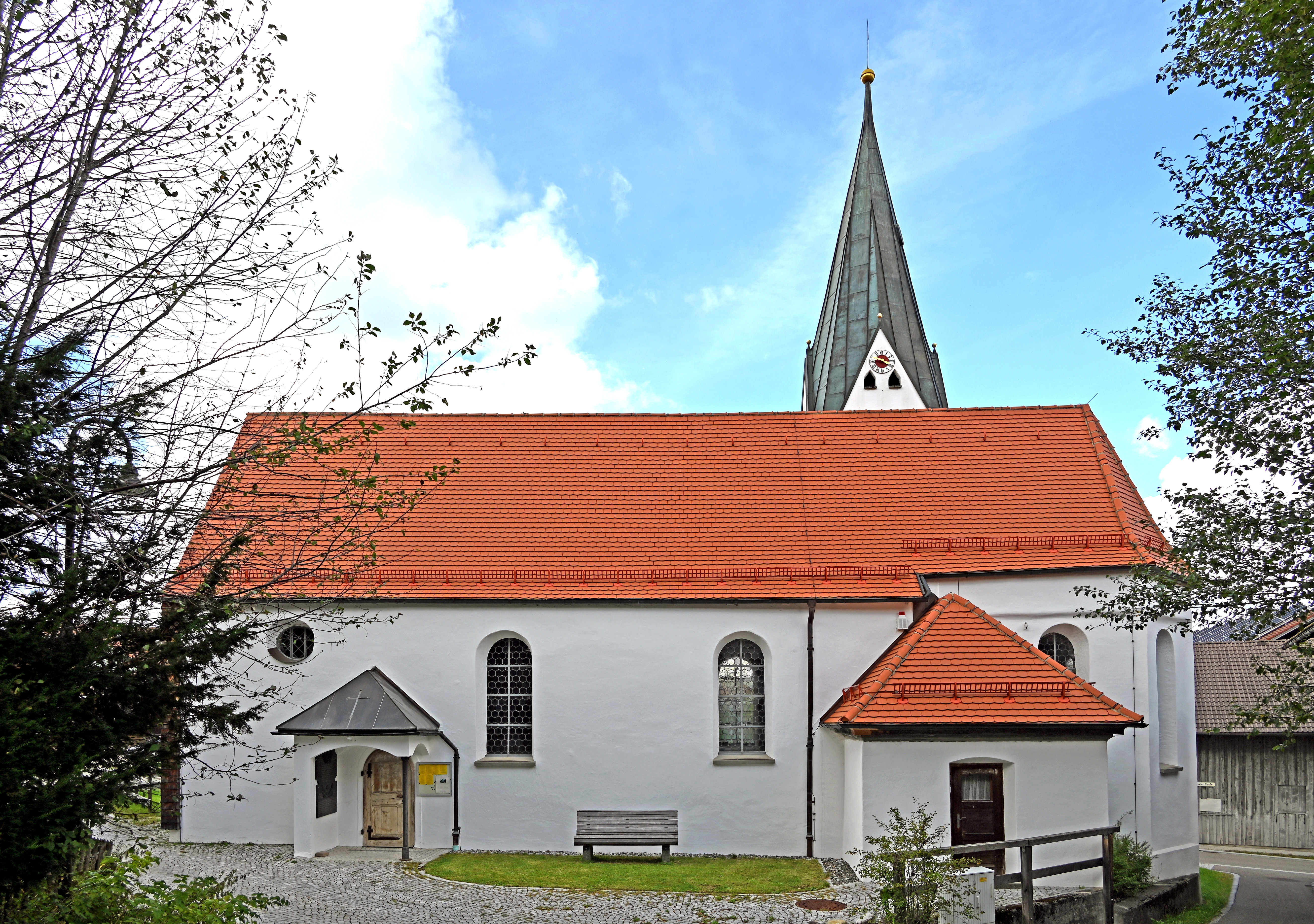
Filialkapelle St. Martin

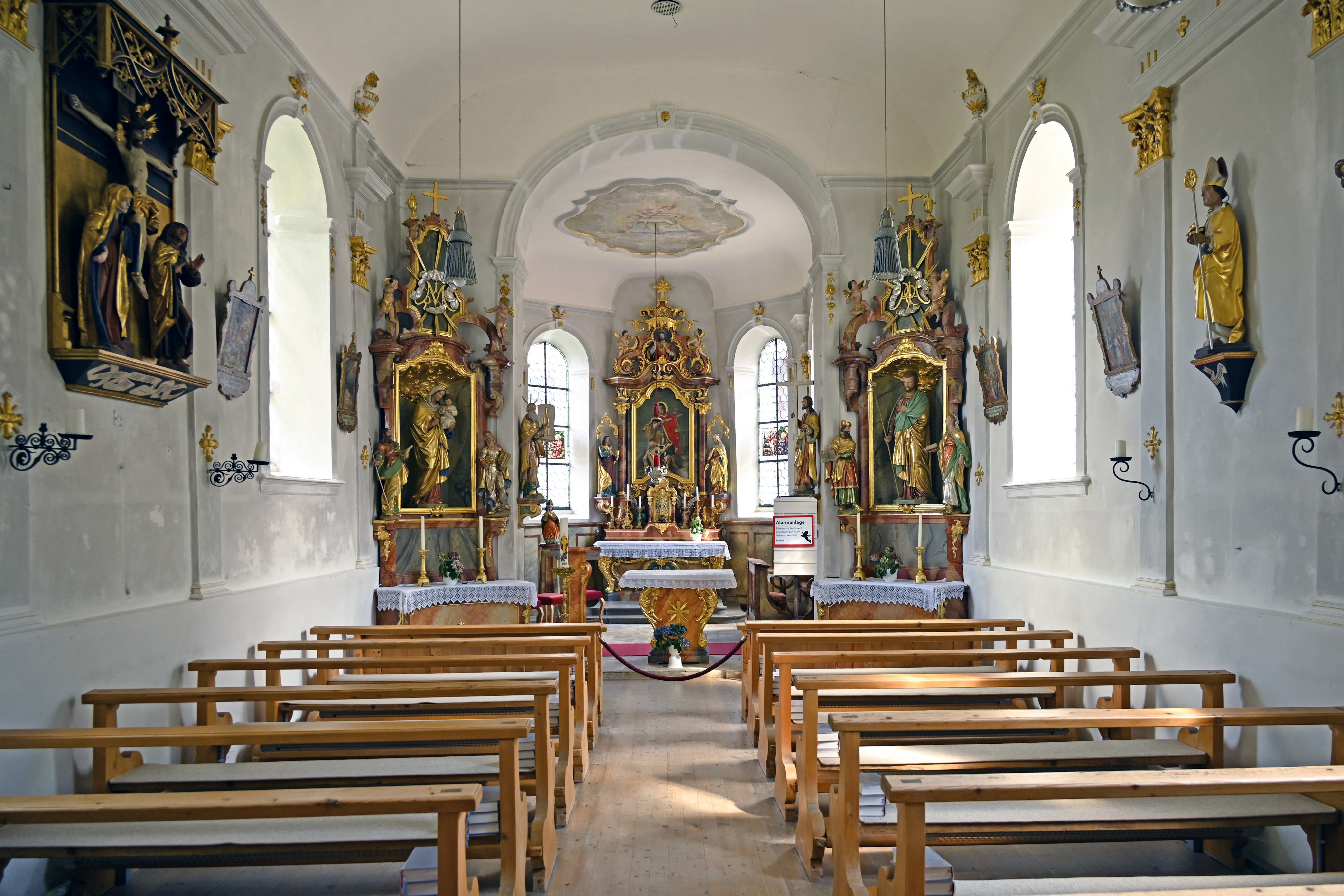
Innenraum mit Blick zum Altar

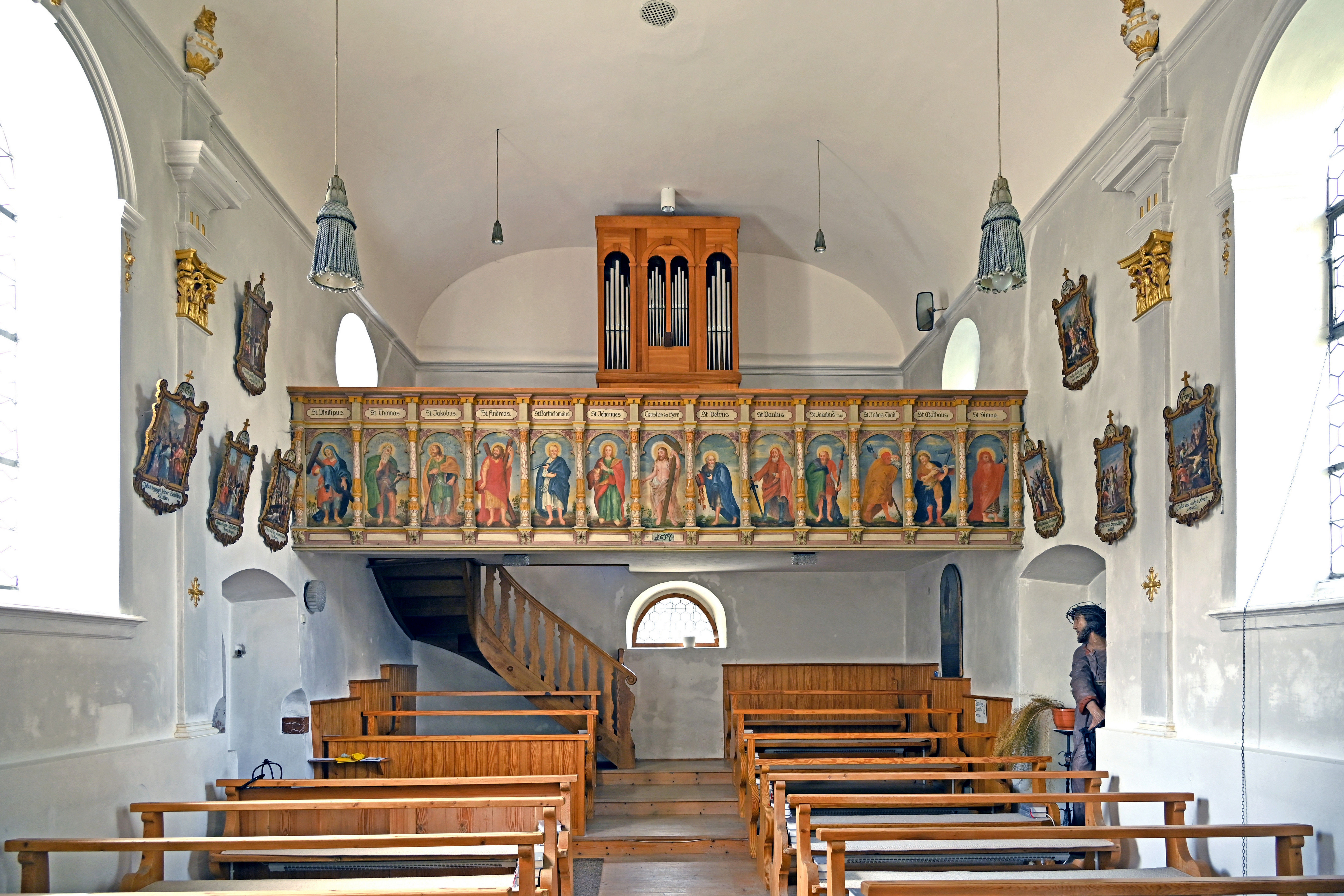
Innenraum mit Blick zur Empore

Die Kirche der ehemals wohl eigenständigen „Pfarrei Pfronten-Kappel“, St. Martin, ist heute eine Filialkirche in der Pfarrei Pfronten. Ihr Kern stammt aus dem Mittelalter.

## Geschichte
Hartnäckig hält sich seit alter Zeit die Erzählung, dass St. Martin in Kappel die erste Pfrontener Pfarrkirche sei. Sogar die sehr sachkundigen Heimatforscher Annemarie und Adolf Schröppel übernehmen die Meinung in ihre Arbeit über die Kappeler Kirche. Als Gründe für diese Annahme werden angeführt:

### Die Lage an einer „Römerstraße“
Tatsächlich war früher südlich des Ortes im Bereich der Flurnummer 597 ein ausgeprägter Damm zu sehen, der am dortigen Hang leicht anstieg und auf beiden Seiten von tiefen Gräben begleitet wurde. Bei einer Begehung des Geländes 1966 wurden in einem die Trasse querenden Bächlein kinderkopfgroße Steine beobachtet. Solche Steine wurden gerne zum Unterbau einer Straße verwendet. Auf beiden Seiten dagegen war in der sumpfigen Wiese nur lehmiges Material zu sehen. Nach Richard Knussert hat die Straße in nördlicher Richtung zur Ortschaft Kappel geführt, wo sie unter der Scheune des Anwesens „beim Bichelhafner“ freigelegt werden konnte. Er hat sie als Römerstraße angesehen, die von Reutte nach Kempten (Cambodunum) führte. Gesichert ist, dass die Ortschaft Kappel an einer Altstraße lag.

### Der „große Pfarrsprengel“
Die mündliche Tradition will wissen, dass zur „Pfarrkirche“ in Kappel ein großer Pfarrsprengel gehört habe, der „große Teile des Tannheimer Tales im Süden, Jungholz im Westen, Weißenseer Gebiet bis Oberkirch und im Norden noch Wald bei Marktoberdorf einbegriffen habe“. Für diese Erzählung gibt es keinerlei schriftliche Hinweise und, was das weit entfernte Wald betrifft, klingt sie sehr unwahrscheinlich. Allein die Jungholzer, wohin ein sogenannter Kirchsteig geführt haben soll, könnten zeitweise nach Kappel zum Gottesdienst gegangen sein. Weite Kirchwege waren zur Zeit der Ausbildung der Urpfarreien nicht selten.

### Der „Friedhof“ um die Kapelle

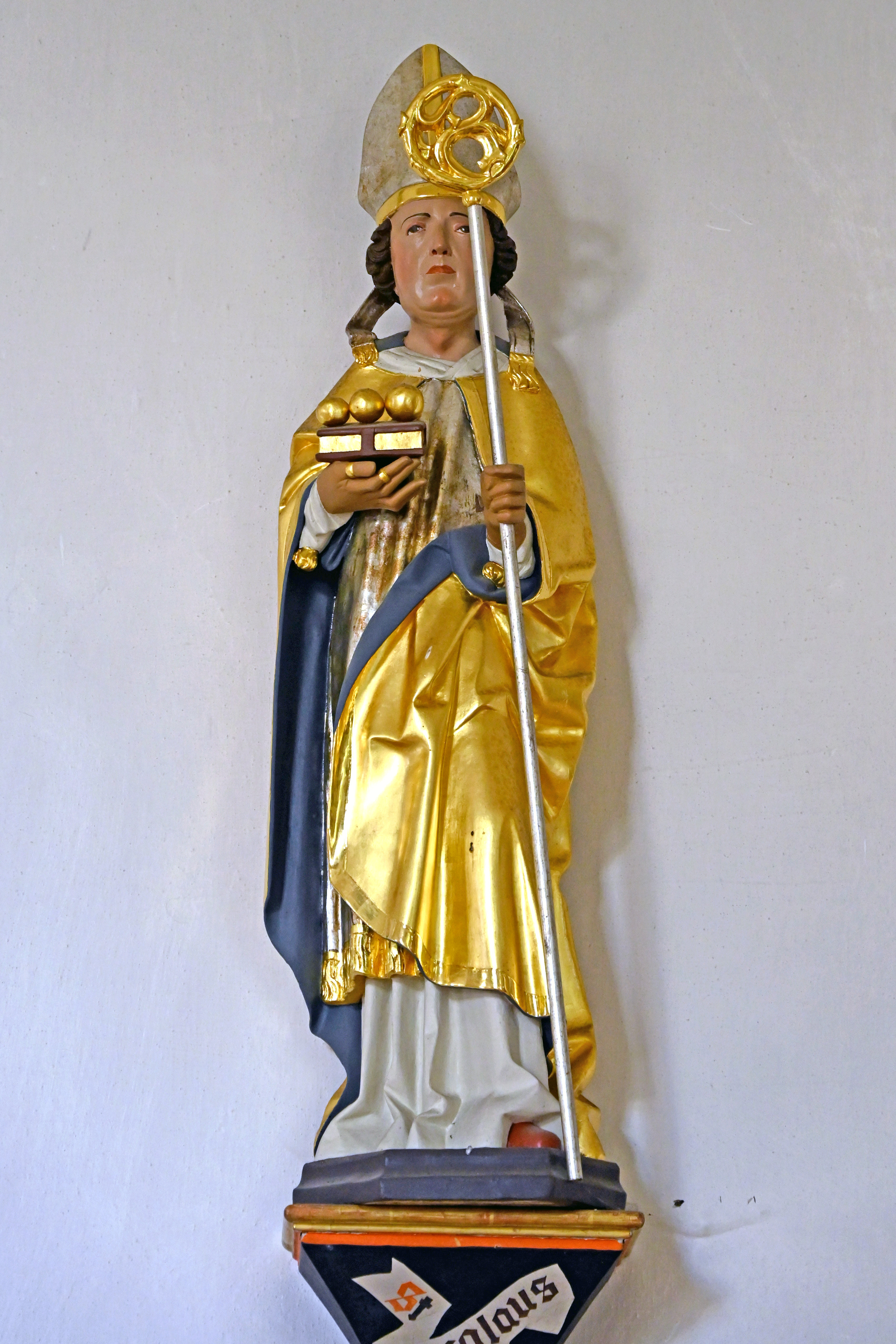
Spätgotischer Nikolaus

1779 sind an der Südseite beim Bau der Sakristei alte Grablegen zum Vorschein gekommen, die angeblich „vor einigen Jahren“ auch auf der Nordseite festgestellt wurden. Als 1986 die Grundmauern der Kapelle trockengelegt und dazu ein 80 cm breiter Graben rings um die Kirche ausgehoben worden war, konnten dagegen nur die Reste eines einzigen Skeletts geborgen werden. Dies macht einen Friedhof bei St. Martin nicht wahrscheinlicher.

### Das Martinspatrozinium
Die Grundlage für die Tradition, dass St. Martin die erste Pfarrkirche von Pfronten gewesen sei, war vor allem ihr Patrozinium. Früher nahm man an, dass es sich bei einem Martinspatrozinium immer um eine fränkische Gründung im 8. Jahrhundert handeln müsse. Doch auch später wurden noch viele Kirchen dem heiligen Martin geweiht. Gerade im Bistum Augsburg eröffnete Bischof Embriko (1063–1077) eine neue Welle der Martinsverehrung, indem er in Augsburg dem Heiligen eine Kirche erbauen ließ und sie ihm weihte.

### Schlussfolgerungen
Nachdem Bischof Heinrich II. 1059 von Kaiserin Agnes mit dem Wildbann im Allgäu belehnt worden war, begann hier eine weitere Welle der Rodungs- und Kultivierungsarbeit. Dabei musste man sich aber auf das Land beschränken, das nicht schon besetzt war. Für solche älteren Besitzrechte in Pfronten gibt es Hinweise: 1280 konnte der Tiroler Graf Meinhard II. eine Burg auf dem Falkenstein errichten lassen und noch 1361 besitzen die Hohenegger von Vilsegg „den Widenhoff zue Pfronten und den halben Zehnten zue Pfronten zu der kürchen“. Für die bischöfliche Landnahme kamen deshalb nur die Plätze im Pfrontener Tal in Frage, die von der Natur her nicht so begünstigt und deshalb noch „frei“ waren, z. B. das durch den Steinebach in Hochwassergefahr liegende Kappel. Die neue Ansiedlung hatte allerdings den Vorteil, dass sie an der Durchgangsstraße lag.
Man kann sich gut vorstellen, dass der Bischof hier nun ein „eigenes“ Gotteshaus errichten ließ, das dem Ort den Namen „zur Kappel“ (Kapelle) gegeben hat. Bezeichnenderweise gab es hier auch Widenhöfe, die im bischöflichen Urbar von ca. 1450 eindeutig zu identifizieren sind: „von den widemhöuen vff dem büchel ze Sant Martin“.
Denkbar ist aber ebenso, dass im nichtbischöflichen, vielleicht hoheneggischen, Teil von Pfronten auch schon eine Kirche (St. Nikolaus?) bestanden hat. Sie wurde schließlich zur Pfarrkirche der ganzen Pfarrei erhoben, nachdem der Bischof nach und nach das ganze Tal in seinen Besitz gebracht hatte. Entscheidend war dafür wohl der Vertrag von 1290 mit Meinhard II., durch den der Graf dem Bischof die Burg Falkenstein überließ.
St. Martin in Kappel war demnach nie die Pfarrkirche von ganz Pfronten, wohl aber die Kirche einer ursprünglich eigenständigen „Pfarrei Pfronten-Kappel“.

## Benefizium

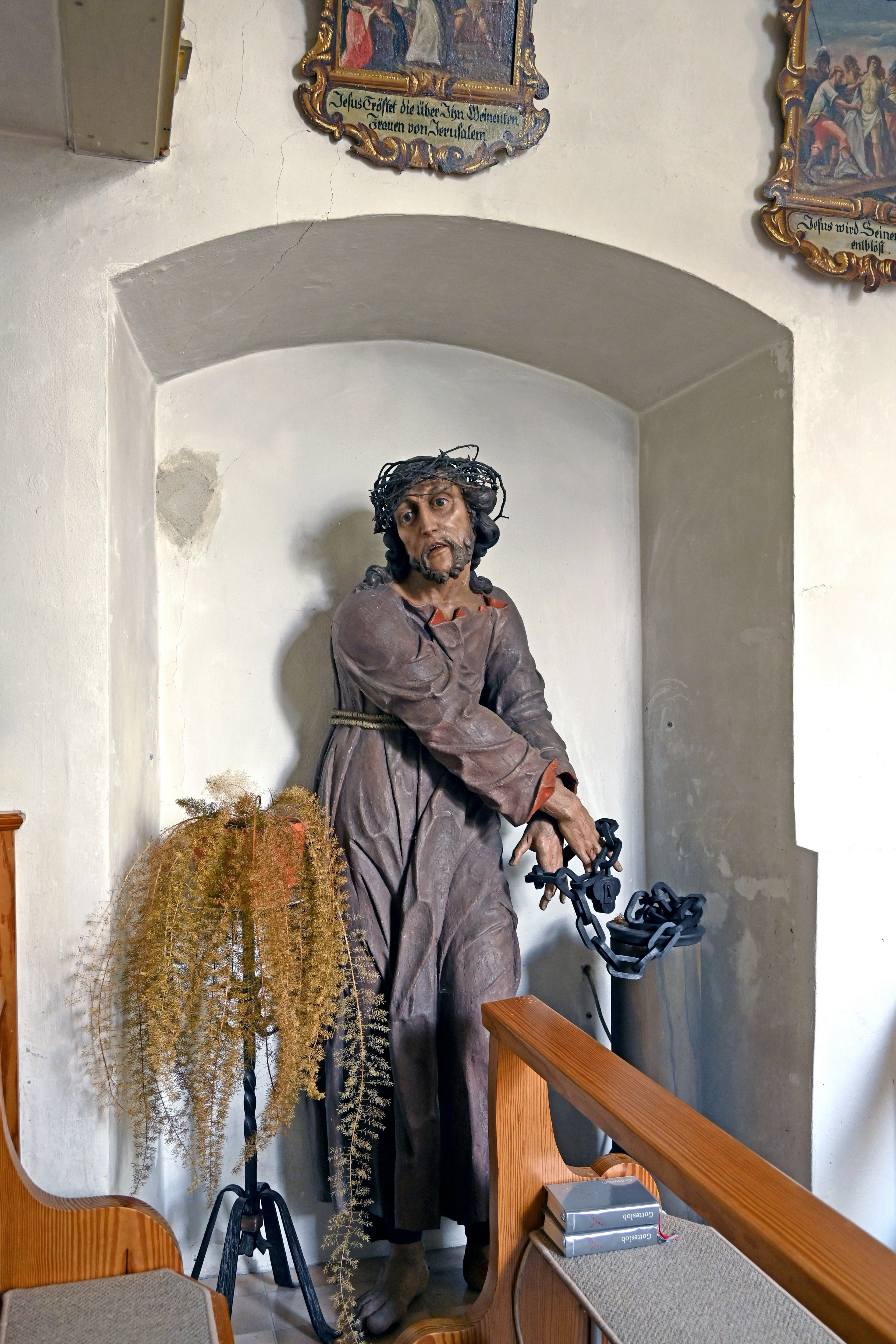
Kerkerchristus

Mit der Inkorporation von St. Martin in die Pfarrkirche verloren die Kappeler offenbar ihren eigenen Geistlichen. Sie versuchten daher, für ihre Kirche wieder einen Benefiziaten zu erhalten. Dies gelang 1497 durch die Gründung einer Kaplanei-Stiftung, zu der viele Kappeler, aber auch andere Pfrontener beitrugen. Aber das Benefizium war nur weniger als ein Jahrhundert besetzt. Dann sei es aus unbekannten Gründen wieder „zerfallen“. Das Widum wurde verpachtet und die Stiftungsgelder 1674 zur Pfarrkirchenstiftung gezogen.
St. Martin war nun wieder eine Filialkirche und die Gläubigen mussten bei jedem Wetter eine „starke“ Stunde zum Gottesdienst in die Pfarrkirche St. Nikolaus gehen. Beklagt wurde auch, dass den „alt=blinden=Kripell=Presthaften Leuten die hl. Messe zu empflichster Wemuth“ entzogen werde. Innerhalb kurzer Zeit seien auch zwölf Kommunikanten – ohne Verschulden des Herrn Pfarrers – ohne Beichte und Sakramente verstorben. Außerdem werde die Abhaltung der Christenlehre vernachlässigt. Deshalb setzten die Kappeler ab 1762 alles daran, wieder einen Geistlichen bei St. Martin zu bekommen. Aber zunächst war dafür kein Geld vorhanden. Als Nothelfer erwies sich der Reuttener „Handelsunternehmer“ Jakob Magnus Ammann, der den Kappelern nicht weniger als 2900 Gulden in Schuldscheinen für dieses Vorhaben versprach. Aber es gab auch Widerstände, denn der Pfarrer von St. Nikolaus fürchtete um seine Einnahmen aus den Stolgebühren. Auch der Schullehrer im Ortsteil Ried hätte am liebsten die Kappeler „Nebenschule“, in der noch nicht nach den Vorschriften der Normalschule unterrichtet werde, aufgelöst. Probleme bereitete auch die mangelhafte Ausstattung der Kirche: „Die Sakristei befinde sich in schlechtestem Stand und könne nur durch erhebliche Kosten in einen ehrlichen Zustand gesetzt werden. Außerdem seien die Paramente so elend, dass man sie nicht mit einem guten Gewissen für das Messopfer gebrauchen könne.“ Dennoch erreichten die Kappeler, dass ihnen vom bischöflichen Vikariat 1768 die Anstellung eines Manualkaplans genehmigt wurde. Der erste Kaplan in Kappel war Johann Georg Gebler (gestorben 1772).
Sein Nachfolger wurde Johann Joseph Hipp (1742–1814), der 1775 von Ammann präsentiert und als Benefiziat vom Bischof installiert wurde. Er war ein ausgesprochen rühriger Seelsorger, der sich für die ihm anvertraute Gemeinde aufgeopfert hat. Er erfüllte alle priesterlichen Aufgaben sehr gewissenhaft und förderte nach Kräften den Kirchengesang. Besonders lag ihm die Ausbildung der Schuljugend am Herzen. Dafür hat er 300 Gulden gestiftet.
Dabei war sein jährliches Einkommen aus den Zinsen der Stiftungsgelder mit rund 200 Gulden relativ bescheiden und nicht sicher. Als dann noch die Zinsen auf Anordnung der bischöflichen Regierung allgemein von 5 auf 4 % „abgemildert“ worden waren, hätten dem Benefiziaten weitere 30 Gulden an seiner Bezahlung gefehlt. Die Gemeinde Kappel verpflichtete sich deshalb 1788, das gesamte Stiftungsvermögen in Höhe von 3564 Gulden auf sich zu nehmen und weiterhin zu 5 % „für alle weltendige Zeiten“, also unablöslich, auf sich nehmen zu wollen. Da diese Verpflichtung dinglich auf jedem der 44 Anwesen lastete – das Benefiziatenhaus selbst war ausgenommen –, kam es später beim Verkauf von Anwesen zu langwierigen Prozessen.
Die finanziellen Verhältnisse der Kappeler Geistlichen besserten sich aber nicht. 1875 schrieb Benefiziat Joseph Böller an das Ordinariat, dass er „bei den hohen Preisen der Lebensmittel nur kümmerlich leben könne“. Zeitweise blieb die Stelle daher auch unbesetzt und wurde von der Pfarrkirche aus vikariert. Einer der letzten Benefiziaten in Kappel dürfte Pius Winter gewesen sein, der 1921 hier aufzog.

## Bau
Der wuchtige Turm mit seinem Spitzdach ist noch gotisch. Reste einer Bemalung aus dem 15./16. Jahrhundert sind bei einer Renovierung 1974 in der Kirche aufgedeckt worden. Im Barock und im Klassizismus wurde sie dem Zeitgeschmack angepasst. Die gotischen Fenster erhielten 1741 oben einen runden Abschluss und der westliche Eingang wurde durch zwei Seitentüren ersetzt. Nun kann die Kirche nur noch von Süden her über ein Vorzeichen betreten werden. Der Grund dieses Umbaus war der Steinebach, der 1738 bei einem Hochwasser durch das Dorf floss und sogar in die Kirche eingedrungen war. Umfangreiche Arbeiten fanden dann nach der Wiedereinsetzung des Benefiziums 1789–1793 statt, wo die hölzerne Decke abgenommen und durch eine Flachdecke mit einer Hohlkehle ersetzt wurde. Der Baumeister war Johann Böck (1757–1805), Vergoldungen führte der Fassmaler Alois Kögel (1753–1830) aus.

## Ausstattung

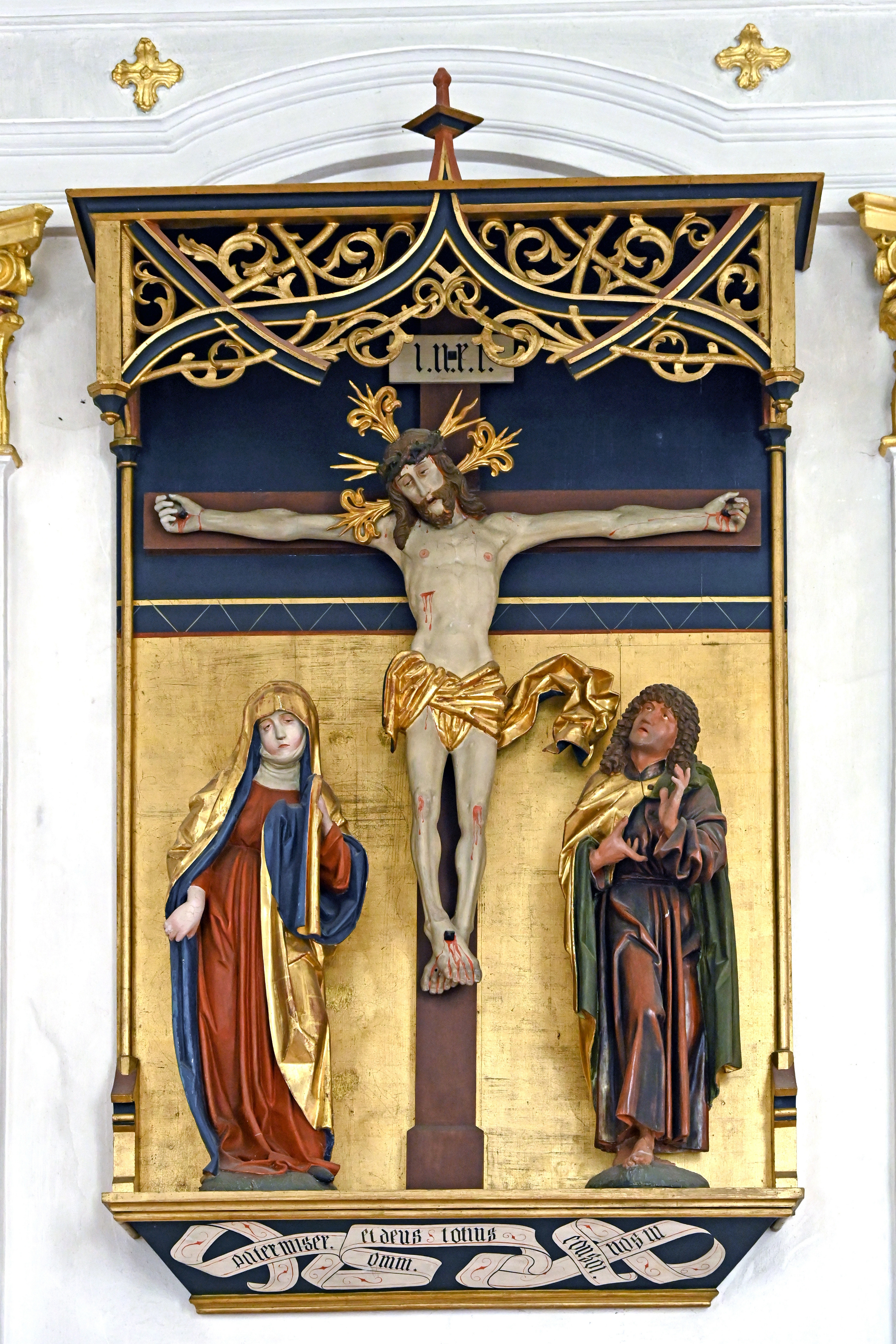
Kreuzigungsgruppe

Auch die Inneneinrichtung gehört verschiedenen Stilepochen an.
- Gotisch ist eine Muttergottesstatue um 1450 und ein spätgotischer hl. Nikolaus um 1490.
- Die Emporenbrüstung mit den zwölf Aposteln ist barock, 1657 bemalt von Hans Leonhard Bösinger (1621–1681).
- In die Zeit des Rokoko gehört ein Kerkerheiland in einer Nische der Nordwand von Maximilian Hitzelberger (1704–1784), um 1745.
- Die Seitenaltäre wurden von Joseph Stapf (1711–1785) ab 1776 im Stil des Spätrokoko geschaffen, ebenso die seitlichen Figuren, darunter ein hl. Joachim.
- 1897 hat man dann einen älteren Hochaltar durch einen Neurokoko-Altar ersetzt, das Altarbild malte Franz Osterried.
- Neugotisch ist der Schrein für eine (gotische) Kreuzigungsgruppe an der Nordwand.

Wie schon bei der Pfarrkirche haben auch bei St. Martin fast ausschließlich einheimische Künstler und Handwerker gearbeitet.